# Josef Grohé
Josef Grohé (Gemünden, Hunsrück, 6 november 1902 - Keulen - Brück, 27 december 1987) was een nationaalsocialistische gouwleider en gedurende enkele dagen in 1944 rijkscommissaris van België tijdens de Tweede Wereldoorlog.

## Levensloop
Josef Grohé was de negende van de dertien kinderen in het gezin van de keuterboer en uitbater van een kruidenierswinkeltje in Gemünden, Friedrich Grohé en zijn vrouw Maria-Anna. Terwijl hij lagere school liep, hielp Josef al zijn vader zowel op het land als in de winkel. Daarna werd hij handelsbediende in een ijzerhandel in Keulen. Als jongeman toonde hij belangstelling voor antidemocratische en racistische organisaties. In 1921 sloot hij aan bij de antisemitische Deutschvölkischer Schutz- und Trutzbund. Hetzelfde jaar nog stapte hij over naar de NSDAP. Hij was de medeoprichter van de afdeling in Keulen die in februari 1922 door de partijleiding in München werd erkend.
In 1923 kwam hij op tegen de Ruhrbezetting en was betrokken bij het opblazen van een trein met een kolenlading, bestemd voor Frankrijk. Hij vluchtte daarop naar München, waar hij voor het eerst Adolf Hitler ontmoette. Zijn deelname aan de treinexplosie werd niet ontdekt, zodat hij spoedig naar Keulen kon terugkeren. 
De mislukte putsch door Hitler gepleegd op 9 november 1923 betekende het verbod op verdere activiteit van de NSDAP. Grohé nam deel in januari 1924 aan de oprichting van een nieuwe 'völkische' partij, die het jaar daarop aansloot bij de opnieuw opgerichte NSDAP. Hij werd 'Gaugeschäftsführer' voor het Rijnland onder de gouwleider Robert Ley. Het duo Ley-Grohé werd berucht door zijn agressiviteit en zijn provocaties. Op 13 maart 1927 organiseerde ze een mars van een SA-afdeling voorbij de synagoge in Keulen, onder het zingen van antisemitische liederen. Van 1925 tot 1931 was Grohé hoofdredacteur van de Westdeutscher Beobachter, een krant die bekend werd door haar opruiende antisemitische artikelen. Grohé werd hiervoor bij herhaling bekeurd en zelfs tot enkele weken gevangenisstraf veroordeeld.
In 1929 werd Grohé verkozen in de gemeenteraad van Keulen en werd er fractieleider van de NSDAP-leden. In 1931 werd hij gouwleider voor Keulen-Aken, in 1932 werd hij verkozen in de Landdag van Pruisen en in 1933 in de Reichstag. Gedurende de nazitijd werd hij de echte machthebber in Keulen en omgeving. Hij was er medeverantwoordelijk voor de vervolging van politieke tegenstanders, de onderdrukking van de kerken, en de rechteloosheid en vervolging van de Joden. Een van zijn eerste acties bestond erin burgemeester Konrad Adenauer uit het Keulense stadhuis te verdrijven. Hij bracht de oorlogsperiode 1939-1944 in Keulen door en kreeg eretekens als waardering voor de zorg die hij aan zijn onderhorigen had besteed.

## Rijkscommissaris in België
Op 16 juli 1944 slaagde Himmler er eindelijk in om van Hitler de beslissing te bekomen om het 'Militärbefehl' van Alexander von Falkenhausen te vervangen door een Zivilverwaltung, onder rechtstreeks toezicht van de SS. Grohé werd benoemd als 'Reichskommissar' voor België en Noord-Frankrijk. 
Hij behield Eggert Reeder, die hij al van voor de oorlog goed kende, als tweede in bevel en dit tegen de zin van Himmler. Richard Jungclaus, die door Himmler tot HSSPF België en Noord-Frankrijk (Höherer SS- und Polizeiführer) was benoemd, stelde Grohé ook aan als militair bevelhebber, wat hij amper enkele weken bleef en als voornaamste bezigheid de evacuatie van de troepen had.
Grohé kwam wel naar Brussel om op 18 juli tijdens een plechtige zitting in de Belgische Senaat de machtsoverdracht tussen generaal von Falkenhausen en hem te officialiseren en bezit te nemen van zijn nieuwe functie, maar echt besturen kwam er niet meer van. Ten laatste begin september hadden de Duitse troepen Brussel en weldra gans België verlaten.

## Na de oorlog
Grohé bleef nog enkele maanden gouwleider voor het Rijnland. In het voorjaar 1945 riep hij zijn streekgenoten op tot 'Totale Krieg' tegen de oprukkende Amerikaanse troepen. Op 6 maart blies hij de vijf grote Keulense bruggen op, maar zorgde er wel voor zich per motorboot naar de rechterkant van de Rijn te begeven en verder het land in te trekken. Joseph Goebbels schreef laatdunkend in zijn dagboek over deze 'laffe vluchteling'.  
Bij het einde van de oorlog op 8 mei 1945, na een mislukte zelfmoordpoging, dook Grohé onder en nam de naam Otto Grober aan. Hij werd landarbeider in Holzhausen (Hessen), maar werd iets meer dan een jaar later door de Britten gearresteerd. Hij werd aan België uitgeleverd en bleef daar drie jaar in de gevangenis. In 1949 werd hij, zonder dat er een proces was geweest, aan de Duitse Bondsrepubliek uitgeleverd. Op 18 september 1950 werd hij veroordeeld in Bielefeld tot vier en een half jaar gevangenisstraf, en gelet op de voorhechtenis, kwam hij onmiddellijk vrij. Wat nog aan hechtenistijd had moeten overblijven, werd opgeschort na een genadeverzoek ingediend door Karl Arnold, de minister-president van Noordrijn-Westfalen en door kardinaal Jozef Frings, de aartsbisschop van Keulen.
Grohé werkte voortaan gedurende een aantal jaren in de speelgoedindustrie en leefde nadien als gepensioneerde in Brück bij Keulen. Hem werd tot aan zijn dood een pensioen uitgekeerd als voormalig ambtenaar. Hij bleef ook in contact met vroegere nazi's, toonde nooit berouw en bleef tot aan zijn dood aanhanger van de nazi-ideologie.

## Lidmaatschapsnummer
- NSDAP-nr.: 13 340 (lid geworden 8 maart 1922[1][4] - 1 juni 1931, op oktober 1923 de NSDAP verlaten. Op 27 februari 1925 hernieuwd lid met nummer: 13 340[4][1])

## Onderscheidingen
- Gouden Ereteken van de NSDAP[4]
- Kruis voor Oorlogsverdienste, 1e Klasse (30 januari 1941[4]) en 2e Klasse[4] met Zwaarden
- Dienstonderscheiding van de NSDAP in zilver[4]